# Associação Internacional de Críticos de Arte
A Associação Internacional de Críticos de Arte (AICA) (Association Internationale des Critiques d’Art) é uma organização fundada em 1950 em França com o objetivo de revitalizar o discurso sobre arte que havia sofrido sob o impacto do fascismo durante a II Guerra Mundial.
Inicialmente era filiada à UNESCO como uma organização não-governamental. Hoje ela possui mais de quarenta mil filiados, de setenta e dois países. Outros objetivos da AICA são assegurar que o trabalho dos críticos tenha boa base teórica e conceitual, proteger os interesses éticos e profissionais da classe, garantir a comunicação entre seus membros encorajando encontros internacionais, e facilitar e fomentar o intercâmbio internacional no campo das artes.